# Neotheronia kompassi
Neotheronia kompassi är en stekelart som beskrevs av Ian D. Gauld 1991. Neotheronia kompassi ingår i släktet Neotheronia och familjen brokparasitsteklar. Inga underarter finns listade i Catalogue of Life.